# Anthene arabicus
Anthene arabicus är en fjärilsart som beskrevs av Gabriel 1954. Anthene arabicus ingår i släktet Anthene och familjen juvelvingar. Inga underarter finns listade i Catalogue of Life.